# Lei (Italien)
 For alternative betydninger, se Lei. (Se også artikler, som begynder med Lei)
Lei (sardisk: Lèi) er en by og en kommune (comune) i provinsen Nuoro i regionen Sardinien i Italien. Byen ligger i 456 meters højde og har 507 indbyggere (2016). Kommunen har et areal på 19,11 km² og grænser til kommunerne Bolotana og Silanus.